# Dieter Bast
Dieter Bast (Oberhausen, 28 de agosto de 1951) é um ex-futebolista profissional alemão que atuava como defensor.

## Carreira
Dieter Bast se profissionalizou no Rot-Weiss Essen.

## Seleção
Dieter Bast integrou a Seleção Alemã-Ocidental de Futebol nos Jogos Olímpicos de Verão de 1984, em Los Angeles.